# Отроци (Врњачка Бања)
Отроци су насеље у Србији у општини Врњачка Бања у Рашком округу. Према попису из 2022. било је 399 становника.

## Демографија
У насељу Отроци живи 448 пунолетних становника, а просечна старост становништва износи 44,4 година (44,6 код мушкараца и 44,1 код жена). У насељу има 168 домаћинстава, а просечан број чланова по домаћинству је 3,23.
Ово насеље је великим делом насељено Србима (према попису из 2002. године), а у последња три пописа, примећен је пад у броју становника.
|  |

| Демографија | Демографија | Демографија |
| Година      | Становника  | Становника  |
| ----------- | ----------- | ----------- |
| 1948.       | 849         |             |
| 1953.       | 888         |             |
| 1961.       | 852         |             |
| 1971.       | 761         |             |
| 1981.       | 698         |             |
| 1991.       | 627         | 611         |
| 2002.       | 543         | 553         |

| Етнички састав према попису из 2002.‍ | Етнички састав према попису из 2002.‍ | Етнички састав према попису из 2002.‍ | Етнички састав према попису из 2002.‍ | Етнички састав према попису из 2002.‍ |
| ------------------------------------ | ------------------------------------ | ------------------------------------ | ------------------------------------ | ------------------------------------ |
|                                      |                                      |                                      |                                      |                                      |
| Срби                                 | Срби                                 |                                      | 527                                  | 97,05%                               |
| Македонци                            | Македонци                            |                                      | 8                                    | 1,47%                                |
| Југословени                          | Југословени                          |                                      | 2                                    | 0,36%                                |
| Хрвати                               | Хрвати                               |                                      | 1                                    | 0,18%                                |
| Словаци                              | Словаци                              |                                      | 1                                    | 0,18%                                |
| Руси                                 | Руси                                 |                                      | 1                                    | 0,18%                                |
| непознато                            | непознато                            |                                      | 3                                    | 0,55%                                |

| Година пописа     | 1948. | 1953. | 1961. | 1971. | 1981. | 1991. | 2002. |
| ----------------- | ----- | ----- | ----- | ----- | ----- | ----- | ----- |
| Број домаћинстава | 166   | 183   | 205   | 194   | 188   | 189   | 168   |

| Број чланова      | 1  | 2  | 3  | 4  | 5  | 6  | 7 | 8 | 9 | 10 и више | Просек |
| ----------------- | -- | -- | -- | -- | -- | -- | - | - | - | --------- | ------ |
| Број домаћинстава | 35 | 41 | 18 | 32 | 16 | 19 | 6 | 1 | 0 | 0         | 3,23   |

| Пол    | Укупно | Неожењен/Неудата | Ожењен/Удата | Удовац/Удовица | Разведен/Разведена | Непознато |
| ------ | ------ | ---------------- | ------------ | -------------- | ------------------ | --------- |
| Мушки  | 233    | 56               | 159          | 13             | 3                  | 2         |
| Женски | 237    | 36               | 156          | 41             | 0                  | 4         |
| УКУПНО | 470    | 92               | 315          | 54             | 3                  | 6         |

| Пол    | Укупно                    | Пољопривреда, лов и шумарство | Рибарство                            | Вађење руде и камена | Прерађивачка индустрија       |
| ------ | ------------------------- | ----------------------------- | ------------------------------------ | -------------------- | ----------------------------- |
| Мушки  | 115                       | 39                            | 0                                    | 0                    | 38                            |
| Женски | 104                       | 66                            | 0                                    | 0                    | 24                            |
| УКУПНО | 219                       | 105                           | 0                                    | 0                    | 62                            |
| Пол    | Производња и снабдевање   | Грађевинарство                | Трговина                             | Хотели и ресторани   | Саобраћај, складиштење и везе |
| Мушки  | 0                         | 3                             | 3                                    | 1                    | 12                            |
| Женски | 0                         | 0                             | 2                                    | 1                    | 0                             |
| УКУПНО | 0                         | 3                             | 5                                    | 2                    | 12                            |
| Пол    | Финансијско посредовање   | Некретнине                    | Државна управа и одбрана             | Образовање           | Здравствени и социјални рад   |
| Мушки  | 0                         | 7                             | 3                                    | 2                    | 2                             |
| Женски | 0                         | 0                             | 2                                    | 3                    | 4                             |
| УКУПНО | 0                         | 7                             | 5                                    | 5                    | 6                             |
| Пол    | Остале услужне активности | Приватна домаћинства          | Екстериторијалне организације и тела | Непознато            | Непознато                     |
| Мушки  | 1                         | 0                             | 0                                    | 4                    | 4                             |
| Женски | 0                         | 0                             | 0                                    | 2                    | 2                             |
| УКУПНО | 1                         | 0                             | 0                                    | 6                    | 6                             |